# Resolutie 150 Veiligheidsraad Verenigde Naties
Resolutie 150 van de Veiligheidsraad van de Verenigde Naties was de vierde van acht resoluties die op 23 augustus 1960 door de
VN-Veiligheidsraad unaniem werden aangenomen.

## Inhoud
De Veiligheidsraad had de aanvraag van de Republiek Ivoorkust (voor VN-lidmaatschap) bestudeerd, en beval de Algemene Vergadering aan om Ivoorkust het lidmaatschap van de Verenigde Naties te verlenen.

## Verwante resoluties
- Resolutie 148 Veiligheidsraad Verenigde Naties (Niger)
- Resolutie 149 Veiligheidsraad Verenigde Naties (Opper-Volta)
- Resolutie 151 Veiligheidsraad Verenigde Naties (Tsjaad)
- Resolutie 152 Veiligheidsraad Verenigde Naties (Congo)

Lijst ·  133 ·  134 ·  135 ·  136 ·  137 ·  138 ·  139 ·  140 ·  141 ·  142 ·  143 ·  144 ·  145 ·  146 ·  147 ·  148 ·  149 ·  150 ·  151 ·  152 ·  153 ·  154 ·  155 ·  156 ·  157 ·  158 ·  159 ·  160